# Higueruela
Higueruela – gmina w Hiszpanii, w prowincji Albacete, w Kastylii-La Mancha, o powierzchni 205,45 km². W 2011 roku gmina liczyła 1310 mieszkańców.